# 索利多尔塔楼

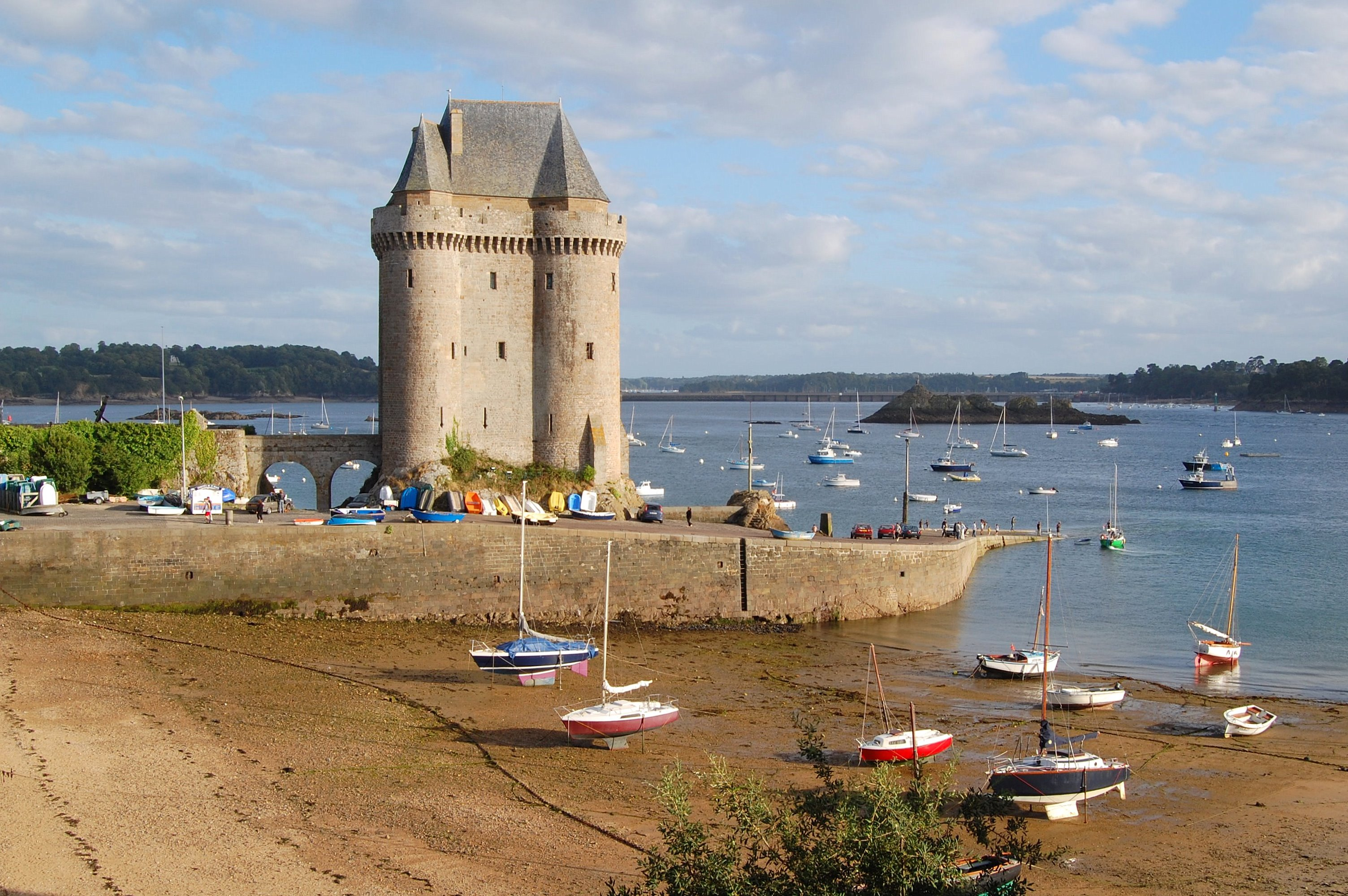
索利多尔塔楼, 背景是朗斯潮汐发电厂

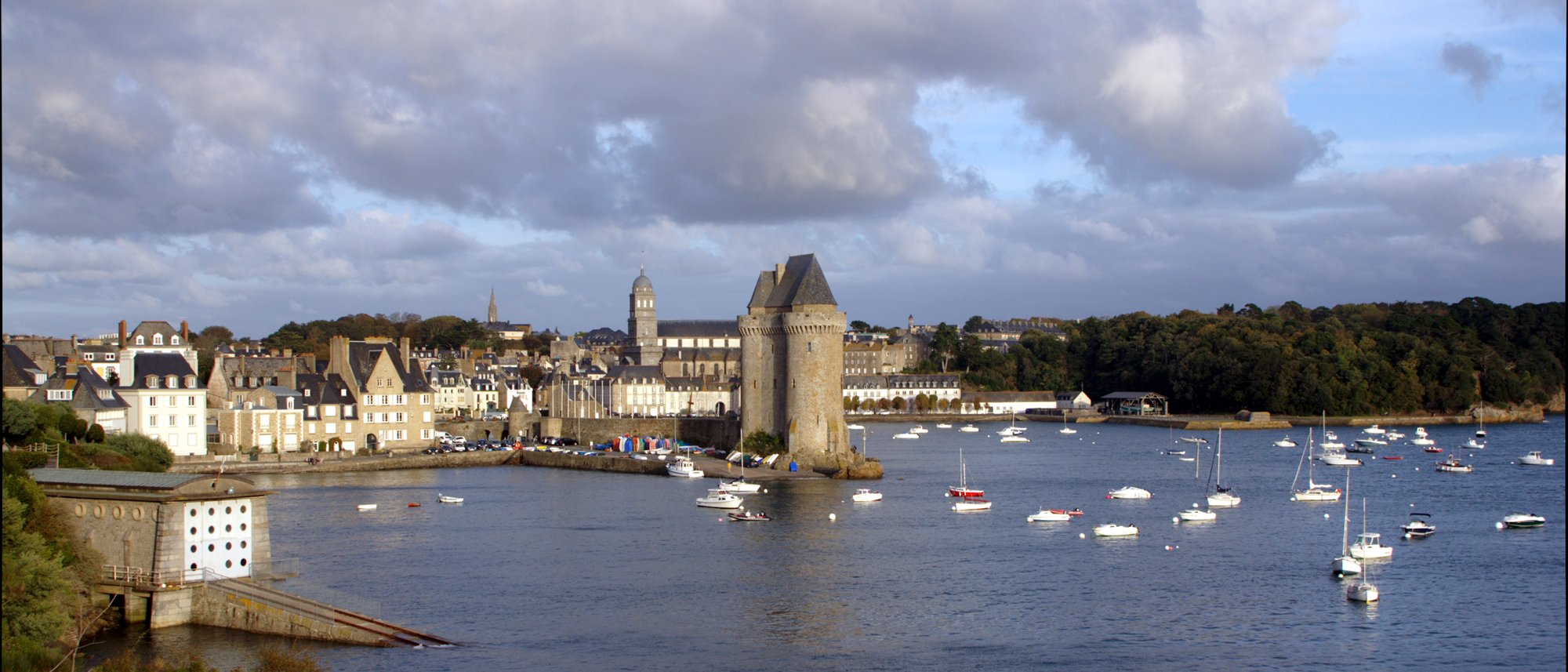
索利多尔塔楼

索利多尔塔楼（法語：Tour Solidor）是法国布列塔尼圣马洛的一座城堡主楼和三座相连的塔楼，位于朗斯河的河口。索利多尔塔楼所在的圣塞尔旺（Saint-Servan），已于1967年并入圣马洛。 
塔楼由约翰五世·德·布列塔尼建于1369年至1382年，以控制出入朗斯河的通道，当时圣马洛城不承认他的权威。几个世纪后，这座塔楼失去了军事价值，成为了一座监狱。它现在是一个博物馆，纪念布列塔尼水手探索合恩角。 
索利多尔塔楼出现在1957年温蒂·托伊导演的英国喜剧电影“True as a Turtle”中，由约翰·格雷格森、塞西尔·帕克、朱·桑本和凯思·米谢尔主演。